# La Tolita (sitio arqueológico)
La Tolita, también llamada isla de la Tola o La Pampa de Oro es un sitio arqueológico ubicado en la isla del mismo nombre en la desembocadura del río Cayapas, en la provincia de Esmeraldas, al norte del Ecuador. Es el sitio más importante de la cultura arqueológica tumaco-la tolita, la cual toma su nombre de este. Destaca por la abundancia de tolas (montículos de tierra artificiales), las cuales le dan nombre al sitio. Además es conocido por la abundancia de artefactos de oro, razón por la cual ha sido llamado La Pampa de Oro.
La isla fue un centro ceremonial, político, y comercial de gran importancia. Tal vez incluso llegó a ser una necrópolis regional. El sitio ha sido ampliamente saqueado desde el siglo XVII y dañado por la erosión.

## Cronología
La isla estuvo habitada desde el período formativo y durante todo el período de desarrollo regional. La ocupación del sitio se ha dividido en tres fases:  

### Tolita 1 o Tolita Temprano
La fase temprana va desde el 600 a. C. hasta el 300 a. C. Este período se caracteriza por una economía basada en la pesca, la caza y la recolección. A pesar de que la agricultura ya se practicaba, esta tenía un papel secundario. Se cultivaba maíz, fréjoles, calabazas y yucas. Utensilios y figurillas de esta época tienen grandes parecidos con aquellos de las culturas machalilla y chorrera, por lo que posiblemente los habitantes de La Tolita sean descendieres de dichas culturas.
Alrededor del año 400 a. C. inicia un período de transición que se caracterizó por la expansión agrícola, el crecimiento de la población y el desarrollo de nuevas tecnologías metalúrgicas. Los manglares fueron talados y rellenados con tierras para convertirlos en tierra de cultivo. Este período de transición culminó alrededor del año 200 a. C. con el inicio de la siguiente fase: Tolita Clásico.

### Tolita 2 o Tolita Clásico

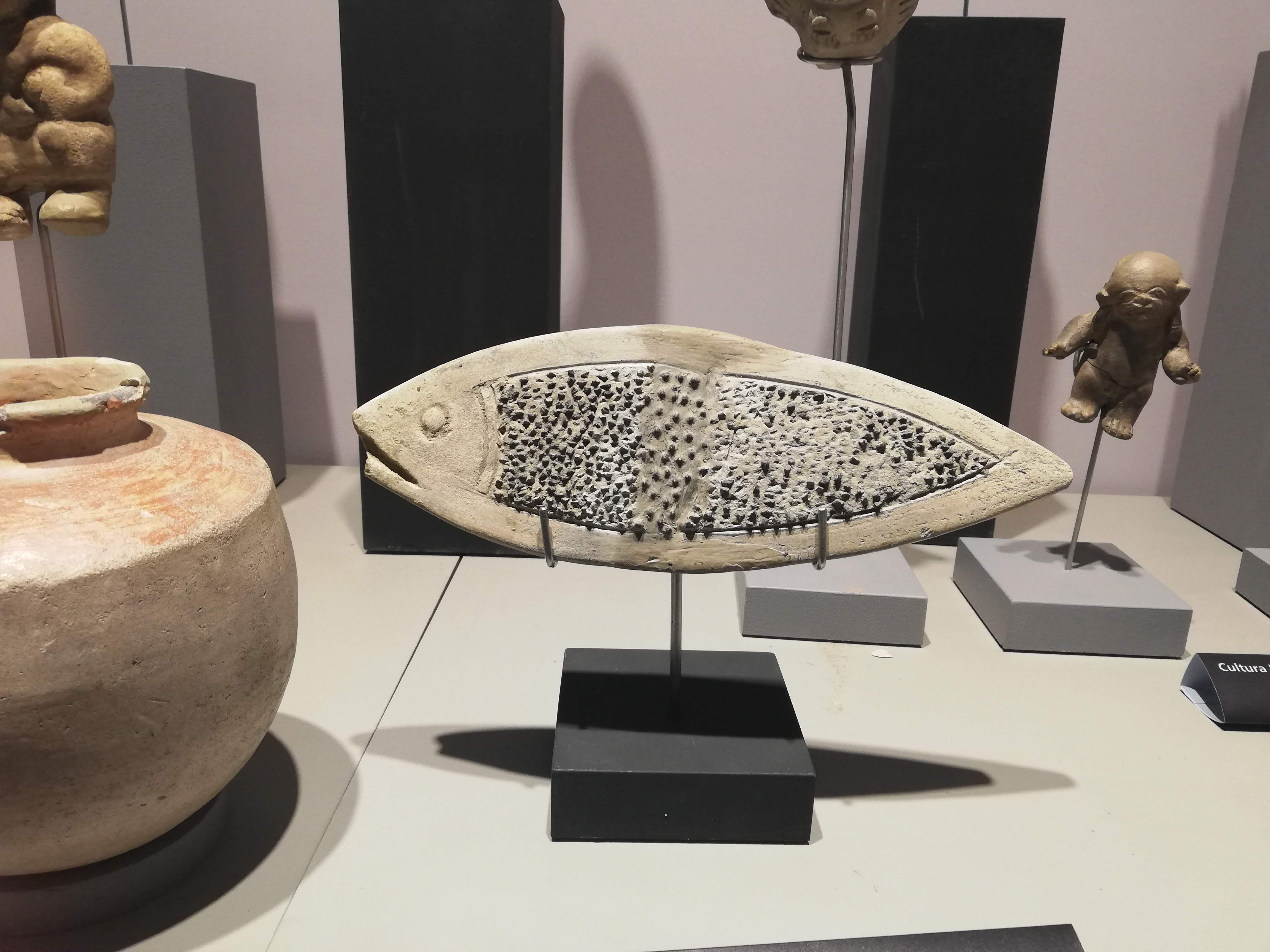
Rallador de estilo Tolita en el Museo Weilbauer.

La fase Clásica inicia alrededor del 200 a. C. y dura hasta el 75 d. C. Durante esta fase se inicia la construcción de las tolas. Para este momento la agricultura era la principal actividad económica, relegando a la caza, pesca y recolección al segundo plano. Esto se puede ver en el aumento en la cantidad de ralladores y piedras de moler encontradas, ya que estas herramientas habrían sido utilizadas para procesar los alimentos cultivados. Durante este período ocurrió una concentración de la población en un centro poblado organizado alrededor de una plaza, este llegó a ocupar 1 km² y a tener alrededor de 2 000 habitantes.
La cerámica de esta fase es mucho más fina que la de Tolita Temprano y tiene mayor variedad de temas. Se puede observar la división del trabajo y la diferenciación de individuos según sus ajuares funerarios. Lo cual podría indicar una sociedad estratificada.
El comercio con conchas y piedras preciosas floreció durante esta fase. Se importó obsidiana desde Mullumika, provincia de Pichincha para hacer utensilios.

### Tolita 3 o Tolita Tardío
La fase tardía va desde el año 90 d. C. hasta el 400 d. C. Durante esta fase continuó el crecimiento de la población hasta alcanzar los 5 000 habitantes, el poblado creció hasta cubrir un área de 2 km² y la construcción de tolas continuó, tanto la creación de nuevas tolas como la ampliación de aquellas ya existentes.
A este período pertenece el cementerio del sector Mango Montaño, en el cual se escavaron 20 tumbas.
Entre los años 500 y 700 d. C. ocurrió una segunda fase de transición. Esta se caracterizó por el gradual despoblamiento de la región costera. Las causas de este despoblamiento todavía son desconocidas.

## Arquitectura en La Tolita

### Tolas
Las tolas son montículos de tierra,  fueron construidas durante la fase Tolita Clásico y algunas fueron ampliadas durante la fase Tardía. Se tanto con fines funerarios como con fines habitacionales. Algunas de ellas fueron aplanadas en la cima para crear plataformas sobre las cuales se colocaron construcciones de madera o material perecedero. En el interior de algunas hay las llamadas tumbas de chimenea, que consisten en tubos verticales hechos a partir de cilindros de arcilla llamados timburas.
Las tolas fueron colocadas alrededor de una gran plaza en forma de U abierta hacia el oeste de 190 metros de ancho.

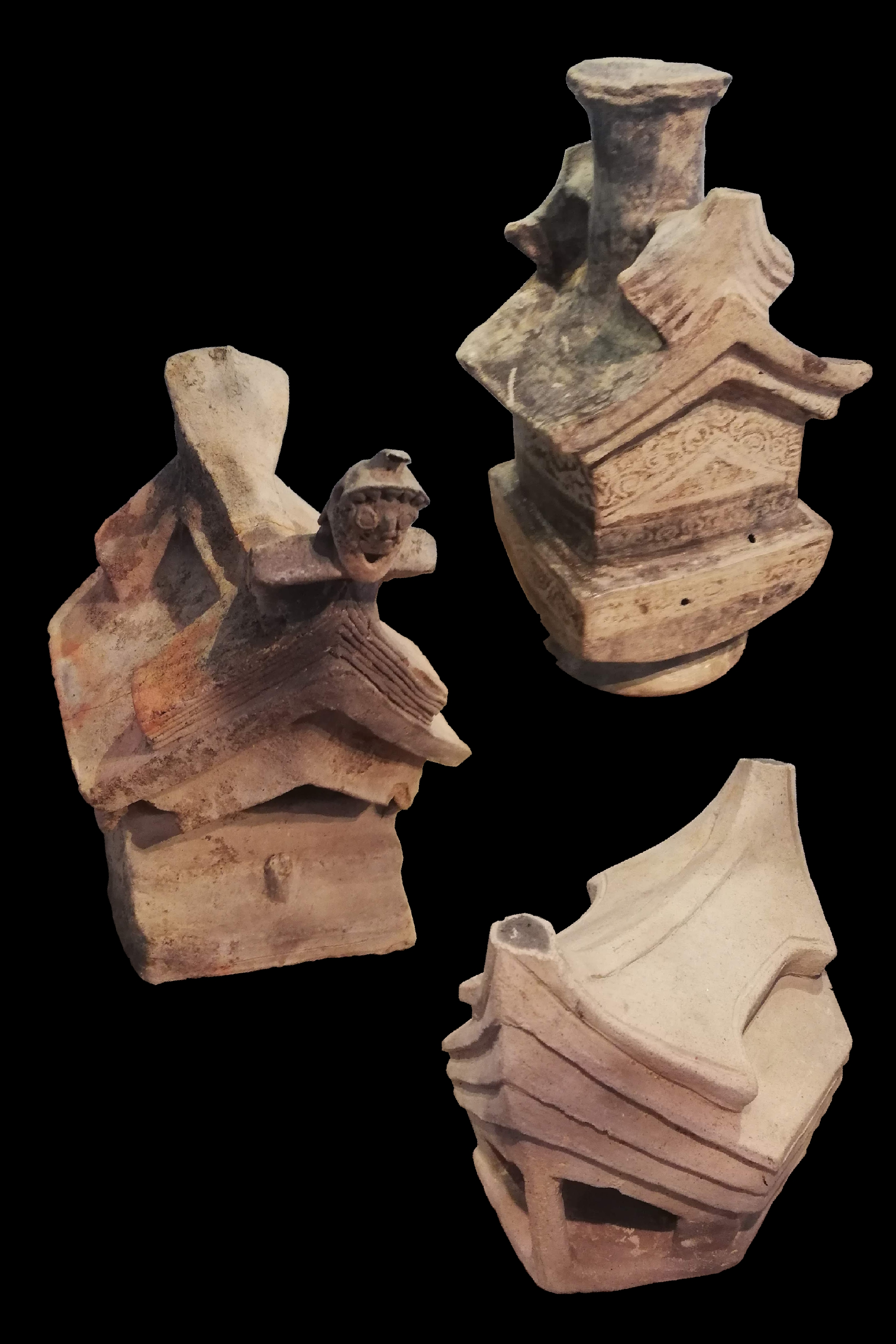
Maquetas de casas tolita expuestas en el Museo Casa del Alabado.

### Viviendas
Las viviendas en la isla se construyeron con materiales perecederos que hoy en día han desaparecido, dejando como evidencia de la existencia de dichas viviendas solamente las marcas dejadas por los agujeros de los postes, los basureros y las maquetas de cerámica que representan casas. Seguramente las casas estuvieron elevadas sobre postes como se sigue haciendo hoy en día. Las construcciones eran cuadradas u ovoides, y se hicieron tanto sobre tolas como sobre zonas planas.

## Entierros en la isla

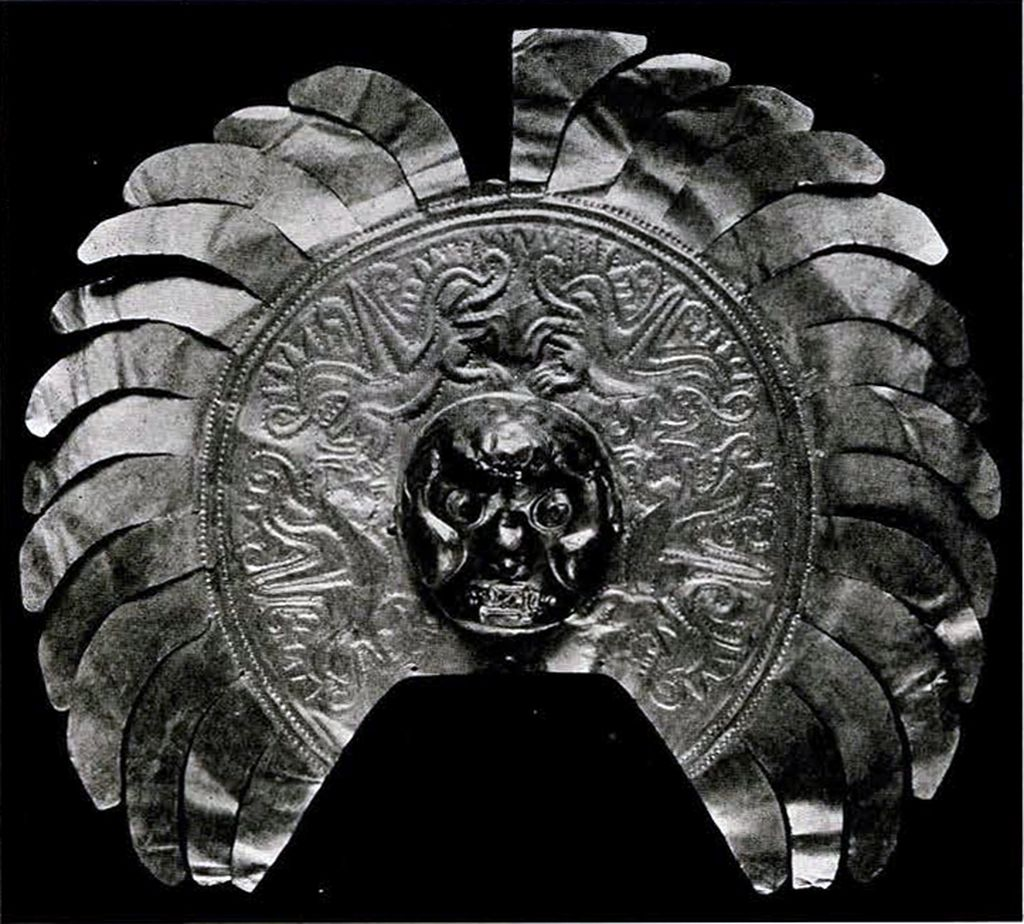
Pechera de oro encontrada por el señor Pablo Isaías Sánchez en el entierro de un niño en la isla.

Debido a la cantidad de entierros que hay en la isla, es probable que esta halla servido como una necrópolis regional.
En los enterramientos de la isla se puede observar una gran variedad de prácticas funerarias. Hay enterramientos tanto en tolas como en sectores planos, tanto enterramientos primarios (cuando el cuerpo se descompone en el lugar de entierro) como secundarios (cuando se deja descomponer el cuerpo antes de ser enterrado), en tumbas individuales o colectivas, con ofrendas muy ricas o sin ninguna ofrenda y en gran variedad de posiciones.
Un tipo e enterramiento común en la isla son las llamadas tumbas de Chimenea, las cuales se encuentran en el interior de las tolas. Consisten en tubos verticales hechos a partir de cilindros de arcilla llamados timburas. Se han encontrado 7 casos de deformaciones craneanas en la Isla, 4 pertenecientes a la fase Tolita Clásico y 3 a la fase Tardía. Además se han encontrado dos posibles casos de decapitación de la fase Tardía, en los que los cráneos están separados del resto del cuerpo pero no existen marcas de cortes en el cuello.
Hay varios entierros notables:
- En el sector llamado plano Cabezas se encontró el enterramiento de una mujer adulta perteneciente al período Clásico. Dicho enterramiento consistía en un fardo que contenía los huesos largos, el cual estaba cubierto con alambres de oro y una máscara de oro tamaño natural, además contenía pendientes y aros de oro y platino y varias cuentas de piedra verde, sodalita y oro.[1]
- El cementerio del sector Mango Montaño es el lugar donde se excavaron cerca de 20 tumbas en gran variedad de posiciones. Perteneció al período tardío.[1]
- En 1912 el señor Pablo Isaías Sánchez se encontró en el entierro de un niño mientras excavaba una tola por un proyecto de construcción. Los huesos yacían dentro de un cofre de cerámica junto a gran cantidad de objetos de oro, incluyendo una pechara circular de 14 pulgadas. de diámetro.[3]